# Petrus Rydstrand
Petrus Rydstrand, född 4 april 1712 i Bellö församling, död 18 september 1770 i Styrstads församling, Östergötlands län, var en svensk präst.

## Biografi
Petrus Rydstrand föddes 1712 på Bordstule i Bellö församling. Han var son till klockaren Jon Jonsson och Kirstin Månsdotter. Rydstrand studerade i Linköping och blev i juni 1736 student vid Uppsala universitet. Han prästvigdes 5 juli 1743 i Jacobs kyrka, Stockholm och blev 1745 adjunkt i Styrstads församling. Den 1 maj 1746 blev han komminister i församlingen och 16 november 1757 komminister i Sankt Olofs Församling, Norrköping. Rydstrand blev 19 oktober 1763 kyrkoherde i Styrstads församling. Han avled 1770 i Styrstads församling och begravdes 23 september samma år.

### Familj
Rydstrand gifte sig 25 september 1746 med Ingeborg Wiman (född 1718). Hon var dotter till kyrkoherden i Tingstads församling. De fick tillsammans barnen Margareta Christina Rydstrand som var gift med kyrkoherden Petrus Knoop i Fornåsa församling, Ingrid Catharina Rydstrand (1748–1749), Anna Catharina Rydstrand som var gift med komministern H. Wernerson i Björsäters församling, Johannes Rydstrand (1752–1752), Ingeborg Rydstrand (1755–1756) Helena Maria Rydstrand (1757–1758) och Petrus Rydstrand (född 1760).